# Royal Indian Open
El Royal Indian Open es un torneo organizado por mujeres profesionales jugadores de tenis , jugado en canchas duras al aire libre . El evento se clasifica como un WTA Challenger Series torneo. Está haciendo su debut en 2012, en Pune , India.

## Historia
El evento originalmente iba a celebrarse en Delhi, pero el 17 de octubre de 2012, apenas unas semanas antes de la primera edición del torneo, se anunció que el evento ha pasado a Pune .
En 2012, se convirtió en el segundo evento (después de la OEC Taipei Ladies Open) para formar parte de la WTA 125s.
Luego de no celebrarse por 4 años, vuelve en el 2017 con el nombre de Mumbai Open.

## Finales anteriores

### Individual
| Años | Campeona        | Subcampeona       | Marcador |
| ---- | --------------- | ----------------- | -------- |
| 2012 | Elina Svitolina | Kimiko Date-Krumm | 6-2 6-3  |

### Dobles
| Años | Campeonas                              | Subcampeonas                          | Marcador          |
| ---- | -------------------------------------- | ------------------------------------- | ----------------- |
| 2012 | ' Nina Bratchikova Oksana Kalashnikova | Julia Glushko Noppawan Lertcheewakarn | 6-0 4-6 1-0(10-8) |